# Дьяков, Ипполит Николаевич
Ипполи́т Никола́евич Дья́ков (1865—1934) — киевский городской голова в 1906—1916 годах.

## Биография
Сын чиновника, потомственный дворянин Киевской губернии.
Окончил Первую киевскую гимназию (1886) и физико-математический факультет Киевского университета (1890).
По окончании университета 1 января 1891 года поступил на службу в департамент железнодорожных дел Министерства финансов. Через три года перешёл в Главное управление государственного коннозаводства. Был представителем ГУГК на Русской конской и этнографической выставке в Париже (1895) и на Всемирной выставке в Париже (1900).
В 1900 году переселился в Киев, где был избран почётным мировым судьей Киевского округа, а в 1902 году — гласным Киевской городской думы. Был председателем комиссий по освещению города и театральной. В 1906 году был избран городским головой, в 1911 — переизбран.
По убеждениям — центрист, эффективно руководил городской думой, способствовал динамичному развитию Киева. Спортсмен-любитель, автомобилист; фактически, руководил Киевским клубом автомобилистов. Был членом оргкомитета Всероссийской выставки и Киевской олимпиады 1913 года. За время его руководства коммерческий институт принял первых студентов; состоялось открытие Педагогического музея; начал работать первый украинский стационарный театр, возглавлявшийся Николаем Садовским; открылась консерватория, был освящён католический собор святого Николая. При его активной поддержке были созданы один из первых отечественных дирижаблей «Киев», несколько десятков самолетов. При открытии Киевской 6-й гимназии был определен её почетным попечителем. При нём же, в 1911 году было совершено покушение на Столыпина и, два года спустя, рассматривалось «дело Бейлиса». Состоял членом консультации, при Министерстве юстиции учрежденной. Находился на посту городского головы до января 1916 года, когда вышел в отставку, дослужившись до чина действительного статского советника (1911).
Был женат на Ольге Густавовне Смородиновой, внучке крупного промышленника и бывшего городского головы Густава Эйсмана, владелице фешенебельного «Гранд-Отеля» на Крещатике. Семья Дьяковых владела также особняками на Крещатицком переулке (не сохранился) и на Николаевской площади, 5 (архитектор — Н. Н. Добачевский).
В эмиграции в Германии. Основал издательство Ольги Дьяковой, владел книжным магазином и библиотекой. Редактировал отрывной календарь.
Умер в 1934 году в Берлине. Похоронен на кладбище Тегель.

## Награды
- Орден Святого Станислава 2-й степени (1900);
- Орден Святой Анны 2-й степени (1903);
- Орден Святого Владимира 3-й степени (1914).

- Медаль «В память царствования императора Александра III»;
- Медаль «В память 300-летия царствования дома Романовых» (1913).

Иностранные:
- французский орден Почетного легиона, кавалерский крест (1900);
- болгарский орден «За гражданские заслуги» 2-й ст. (1902).